# Over and Out
Over and Out je jediné oficiálně vydané sólové studiové album anglického zpěváka a kytaristy Ricka Parfitta. Album vyšlo v březnu 2018 jak na CD, tak i na dlouhohrající gramofonové desce. Na albu se podílela řada hudebníků, mezi něž patří například Brian May ze skupiny Queen, Parfittův kolega ze Status Quo John „Rhino“ Edwards či Parfittův stejnojmenný syn. Producentem alba byl Jo Webb a koproducentem Parfittův syn. Album bylo dokončeno až po Parfittově smrti (ten před úmrtím stihl nahrát pouze své party).

## Seznam skladeb
| Pořadí | Název                      | Autor                 | Délka |
| ------ | -------------------------- | --------------------- | ----- |
| 1.     | Twinkletoes                | Rick Parfitt, Jo Webb | 2:55  |
| 2.     | Lonesome Road              | Parfitt, Webb         | 3:28  |
| 3.     | Over and Out               | Parfitt, Webb         | 3:20  |
| 4.     | When I Was Fallin' in Love | Parfitt, Webb         | 3:23  |
| 5.     | Fight for Every Heartbeat  | Parfitt, Webb         | 3:24  |
| 6.     | Without You                | Parfitt               | 3:22  |
| 7.     | Long Distance Love         | John David            | 3:45  |
| 8.     | Everybody Knows How to Fly | David                 | 3:28  |
| 9.     | Lock Myself Away           | Parfitt, Webb         | 3:36  |
| 10.    | Halloween                  | Parfitt               | 5:02  |

## Obsazení
- Rick Parfitt – zpěv, kytara, ukulele
- Jo Webb – kytara, klávesy, doprovodné vokály
- John „Rhino“ Edwards – baskytara
- Brian May – kytara
- Dave Marks – baskytara, perkuse
- Alex Toff – bicí
- Rick Parfitt, Jr. – perkuse, doprovodné vokály
- Shannon Harris – klavír, klávesy
- Tim Oliver – syntezátor
- Ivan Hussey – violoncello
- Stephen Hussey – housle, viola
- Chris Wolstenholme – baskytara, kytara, doprovodné vokály
- Alan Lancaster – doprovodné vokály
- Wayne Morris – kytara
- Bob Young – harmonika
- Eike Freese – perkuse
- Katie Kissoon – doprovodné vokály
- Stevie Lange – doprovodné vokály
- Vicki Brown – doprovodné vokály
- Jeff Rich – bicí
- Bias Boshell – klávesy
- Pip Williams – kytara
- Martin Ditcham – perkuse